# Sebastian Kempgen
Wilhelm Sebastian Kempgen (* 11. Mai 1952 in Duisburg) ist ein deutscher Slawist und Sprachwissenschaftler. ORCID: 0000-0002-2534-9423.
Nach dem Abitur studierte Kempgen an den Universitäten Bochum, Münster und Konstanz Slawistik und Allgemeine Sprachwissenschaft. Ab 1978 war er wissenschaftlicher Mitarbeiter an der Universität Konstanz, 1981 promovierte er dort. Von 1981 bis 1987 war er Hochschulassistent in Konstanz, wo er sich 1987 habilitierte. Im Sommersemester 1988 nahm er eine Lehrstuhlvertretung (C4) an der Universität des Saarlandes in Saarbrücken wahr. Anschließend war er von 1988 bis 1991 Heisenberg-Stipendiat der DFG in Konstanz. 1991 wurde er zum Professor für Slavische Sprachwissenschaft an der Universität Bamberg berufen. Seit 1984 ist er Mitglied des Konstanzer Kreises. Mit Ablauf des 31. März 2018 trat er in den Ruhestand ein.
Von 2006 bis 2010 war Kempgen Vorsitzender des Deutschen Slavistenverbands, vom 1. Oktober 2008 bis zum 30. September 2017 war er Erster Vizepräsident der Universität Bamberg mit dem Ressortbereich Lehre und Studierende, anschließend Sonderbeauftragter der Universitätsleitung für die Systemakkreditierung.
Am 5. Dezember 2013 wurde Kempgen von der Sv. Kliment Ohridski-Universität Bitola (Makedonien) zum Honorarprofessor (Prof. h. c.) ernannt. 2016 wurde er für seine Tätigkeit als Slawist und in der akademischen Selbstverwaltung mit dem Bundesverdienstkreuz am Bande ausgezeichnet.
Mit Wirkung ab 1. Mai 2018 wurde Prof. Kempgen zum Vorstandsvorsitzenden von ACQUIN gewählt. Diese Funktion hatte er bis Mai 2025 inne. Im Rahmen seiner Abschiedsvorlesung am 12. Juni 2018 wurde Kempgen zum Emeritus of Excellence der Universität ernannt.